# NGC 227
NGC 227 (ook wel PGC 2547, MCG 0-2-135, ZWG 383.76 of UGC 456) is een elliptisch sterrenstelsel in het sterrenbeeld walvis.
NGC 227 werd op 1 oktober 1885 ontdekt door de Duits-Britse astronoom William Herschel.